# Решетино (Торбеєвський район)
Реше́тино (рос. Решетино, ерз. Решетино) — село у складі Торбеєвського району Мордовії, Росія. Входить до складу Красноармійського сільського поселення.
Населення — 16 осіб (2010; 64 у 2002).
Національний склад станом на 2002 рік:
- росіяни — 97 %